# آسمان نیمه‌شب
«آسمان نیمه‌شب» (به انگلیسی: Midnight Sky) ترانه‌ای از خواننده آمریکایی، مایلی سایرس است. این ترانه در ۱۴ اوت ۲۰۲۰ توسط آرسی‌ای رکوردز به عنوان تک‌آهنگ آغازین هفتمین آلبوم استودیویی سایرس با عنوان قلب‌های پلاستیکی (۲۰۲۰) منتشر شد. این ترانه یک اثر دیسکو و پاپ است که توسط سایرس و اندرو وات و جان بلیون و لوئیس بل نوشته و توسط وات و بل تهیه شده‌است. این ترانه در روز دوم انتشار به جایگاه اول اپل میوزیک جهانی رسید؛ و روز اول انتشار موفق به کسب بیش از ۳ میلیون استریم از سرویس موسیقی اسپاتیفای شد.

## پیش‌زمینه
در تاریخ ۴ اوت سال ۲۰۲۰، سایرس برای آلبوم هفتم خود، او مایلی سایرس است کلیپ ویدیوی موسیقی را برای ترانه «از اول شروع کن» ۲۰۰۸ با هشتگ‌های «#sheisoming» و «butforrealthistime» توئیت کرد. بعداً در همان روز، وی پیش نمایش «آسمان نیمه‌شب» را در رسانه‌های اجتماعی به اشتراک گذاشت. در ۶ اوت، او اعلام کرد که این ترانه به صورت تک‌آهنگ در ۱۴ اوت منتشر خواهد شد.

## موزیک ویدئو
موزیک ویدئو «آسمان نیمه‌شب» به کارگردانی سایرس در ۱۴ اوت ۲۰۲۰ منتشر شد. این موزیک ویدئو توانست در ۲۴ ساعت اول انتشار خود در یوتیوب ۱۱ میلیون بازدید به‌دست‌آورد.

## اجرای زنده
سایرس برای اولین بار در ۳۰ اوت ۲۰۲۰ «آسمان نیمه‌شب» را در جوایز موزیک ویدئوی ام‌تی‌وی ۲۰۲۰ اجرا کرد و در اجرایش با اشاره به ترانه «توپ مخرب» روی یک دیسکو بال چرخید. روز بعد او ترانه را در برنامه سالن زنده اجرا کرد. در ۱۰ سپتامبر ۱۰ ترانه را در برنامه امشب با اجرای جیمی فلن اجرا کرد.

## تاریخچه انتشار
| منطقه        | زمان        | فرمت                     | ناشر               | منا.   |
| ------------ | ----------- | ------------------------ | ------------------ | ------ |
| جهانی        | ۱۴ اوت ۲۰۲۰ | دانلود دیجیتال استریمینگ | آرسی‌ای رکوردز      | [ ۱۲ ] |
| استرالیا     | ۱۴ اوت ۲۰۲۰ | رادیو برتر معاصر         | آرسی‌ای سونی میوزیک | [ ۱۳ ] |
| بریتانیا     | ۱۴ اوت ۲۰۲۰ | رادیو برتر معاصر         | آرسی‌ای             | [ ۱۴ ] |
| ایالات متحده | ۱۷ اوت ۲۰۲۰ | رادیو معاصر بزرگسالان    | آرسی‌ای             | [ ۱۵ ] |
| ایالات متحده | ۱۸ اوت ۲۰۲۰ | رادیو برتر معاصر         | آرسی‌ای             | [ ۱۶ ] |
| بریتانیا     | ۲۲ اوت ۲۰۲۰ | رادیو معاصر بزرگسال      | آرسی‌ای             | [ ۱۷ ] |
| ایتالیا      | ۲۸ اوت ۲۰۲۰ | رادیو برتر معاصر         | سونی               | [ ۱۸ ] |